# 冨浦智嗣
冨浦 智嗣（とみうら さとし、1991年5月15日 - ）は、徳島県徳島市出身の俳優・歌手・タレント。所属事務所はOffice　NOVAI　entertainment、以前はスターダストプロモーション、宝映テレビプロダクションに所属していた。愛称は「しーちゃん」。身長164cm。

## 人物
- 2004年にTBS「3年B組金八先生」第7シリーズの生徒役でデビュー。デビュー当時は童顔な容姿と同時に華奢な体型をしていたが、最近では筋トレを趣味のひとつとしており、非常に筋肉質な肉体を公式ブログ（現在は閉鎖）などで披露していた。
- 声が高く口調も女性と区別がつかない、男性としては非常に個性的で極めて珍しい声の持ち主である。これについてはTBS系列で放送される『タンブリング』の番宣で出演した『アッコにおまかせ!』でも和田アキ子に「君、男の子か女の子か分からないよ」とビックリされている。また、声のおかげで役の幅が狭められているのが悩みであると発言している（本人はヤンキー役をやるのが夢とのこと）[1]。
- 3歳の時、SMAPを見て自分もテレビに出たいと芸能人に憧れる（『De☆View』オリコン・エンタテインメント、2006年8月号）。
- ドラマではか弱い少年の役から、明るい役、また『わたしたちの教科書』では物語の軸となる、卑劣ないじめ首謀者の役を演じるなど幅広い。
- ダンスユニット・PrizmaXの元メンバー（2008年に脱退）。
- 市原隼人と山下智久の大ファンであると公言しており、彼らの出演するテレビ等は全て録画して観ていると言う。
- TBS『さんまのSUPERからくりTV』内で結成されたサザエオールスターズでは小倉優子から「タラちゃん」とあだ名が付けられた。
- 『味いちもんめ』シリーズに登場した板前役の俳優では初の平成生まれであり、『2011新春ドラマスペシャル 味いちもんめ』（2011年1月8日放送）で京都の板前を演じた。
- 活動時は徳島に在住、仕事の度に上京していた(本人曰く「徳島が好きすぎて離れられない」とのこと[2])。また、徳島滞在時には、趣味と実益を兼ねて実家近くで温泉掃除のアルバイトをするときもある[1]。
- 2019年3月5日放送の有田哲平の夢なら醒めないでで、2018年3月をもって芸能界を引退し、地元でカフェを開くことを目標に調理師専門学校に通っていると発表した。
- 2023年5月よりカフェ業と並行しながらOffice NOVAI entertainmentに所属し、芸能活動を再開している。

## 出演

### テレビドラマ
- 3年B組金八先生 （TBS系）- 中村真佐人 役
  - 第7シリーズ（2004年10月15日 - 2005年3月25日）
  - スペシャル11『未来へつなげ 3B友情のタスキ〜たった一人の卒業式…3Bの絆は再び迫る薬物依存の魔の手から仲間を救い出せるのか!?』（2005年12月30日）
  - 3年B組金八先生ファイナル〜『最後の贈る言葉』（2011年3月27日）
- 広島 昭和20年8月6日（2005年9月29日、TBS） - 矢島年明 役
- 花より男子（TBS） - 牧野進 役
  - 花より男子（2005年10月21日 - 12月16日）
  - 花より男子2（2007年1月5日 - 3月16日、TBS） - 牧野進 役
- 輪舞曲 -RONDO-（2006年1月15日 - 3月26日、TBS） - 小林亮太 役
- わたしたちの教科書（2007年4月12日 - 6月28日、フジテレビ） - 兼良陸 役
- スリルな夜 シリーズ第1弾『子育ての天才』（2007年4月13日 - 6月22日、フジテレビ） - 大黒慶太 役
- 東京少女山下リオ 第1話「初恋ダッシュ。」（2008年4月5日、BS-i）神田篤志 役
- 太陽と海の教室（2008年7月21日 - 9月22日、フジテレビ） - 楠木大和 役
- ヴォイス〜命なき者の声〜 第6話（2009年2月16日、フジテレビ） - 久保秋祐樹 役
- 連続テレビ小説 つばさ（2009年3月30日 - 9月26日、NHK） - 玉木知秋 役
- ブカツ道 桜の園（演劇部）（2010年、WOWOW）
- タンブリング（2010年4月、TBS系）土屋聡史 役
- 陽はまた昇る（2011年7月 - 9月、テレビ朝日系）瀬尾泰正 役
- クロヒョウ2 龍が如く 阿修羅編（2012年4月 - 6月、毎日放送・TBS系）- 斉藤保 役
- 大河ドラマ 平清盛（2012年6月、NHK）二条天皇 役
- ヴァンパイア・ヘヴン（2013年4月 - 6月、テレビ東京系）- 健太郎 役
- おわこんTV（2014年7月 - 8月、NHK BSプレミアム） - 木下正治 役 ※文化庁芸術祭参加作品[3]
- その男、意識高い系。（2015年3月 - 4月、NHK BSプレミアム） - 杉本蒼 役
- アイドル×戦士ミラクルちゅーんず!（2017年4月 -2018年3月、テレビ東京系）- 小村返博士 役

### ドキュメンタリー
- 地球イチバン 「世界最大の砂漠の祭典 バーニングマン・フェスティバル」（2014年11月6日 NHK）

### バラエティ
- ラブ*リルカ（2005年、東京MXテレビ）
- さんまのSUPERからくりTV（2008年 - 、TBS系）サザエオールスターズのタラちゃん（練習生、パーカッション担当）
- リトル・チャロ2 英語に恋する物語（2010年9月1日 - 9月22日、NHK教育テレビ）マンスリーゲスト
- run for money 逃走中 / battle for money 戦闘中（フジテレビ） - 朱月サク役（2013年4月7日・戦闘中第三陣から）
- 俳句さく咲く！（2013年度）
- VS嵐　超高速!参勤交代チーム（フジテレビ）（2014年6月19日）
- 鉄道紀行 ニッポンぶらり鉄道旅 (NHK BSプレミアム) - 旅人
  - 第20回 JR西日本呉線 (2014年10月16日)
  - 第46回 名鉄津島線 (2015年8月20日)

### 映画
- 青いうた〜のど自慢 青春編〜（2006年） - 山崎良太 役
- 太陽の傷（2006年） - 涼 役
- 東京タワー 〜オカンとボクと、時々、オトン〜（2007年） - ボク（中高生時代） 役
- ぼくたちと駐在さんの700日戦争（2008年） - ジェミー 役
- 花より男子F（2008年） - 牧野進 役
- 誰も守ってくれない（2009年） - 園部達郎 役
- 大鹿村騒動記（2011年） - 大地雷音 役
- 王様ゲーム（2011年） - 八尋翔太 役
- 超高速!参勤交代（2014年） - 高坂小太郎 役
- 団地（2016年） - 宅配便の男　役

### 写真集
- 少年俳優 vol.1（2005年、ぴあ）
- 濱田岳&冨浦智嗣 - Special Photo Book「青いうた」（2006年、SDP）
- REAL☆G vol.1 vol.2（2007、SDP）

### 雑誌
- Myojo（集英社）
- TVステーション（ダイヤモンド社） 14号（2009/6/27-7/10）

### 舞台
- くもり一時大嵐のち桜（2005年）
- 出発（2014年）
- 大逆走（2015年）
- 寝盗られ宗介（2016年4月- 5月、シアター1010・大阪松竹座・ももちパレス・刈谷市総合文化センター・新橋演舞場）- トミー 役[4]

### ウェブ
- ブリザード（2011年、BeeTV）武久学 役

### プロモーションビデオ
- マツリルカ&アリス Maxi Single「ラブ・リルカ」
- GReeeeN Maxi Single「遥か」
- HighT Single「Best is yet to come」

### ラジオ
- 79.1MHz エフエムびざん《ぐるぐる漫遊記》